# Matteo Bisiani
Matteo Bisiani, född 2 augusti 1978, är en italiensk idrottare som tog lagsilver i bågskytte vid olympiska sommarspelen 2000. Fyra år tidigare tog han brons i lagtävlingen i bågskytte, vid olympiska sommarspelen 1996 i Atlanta.